# Speicher Mühlheimer Straße 11

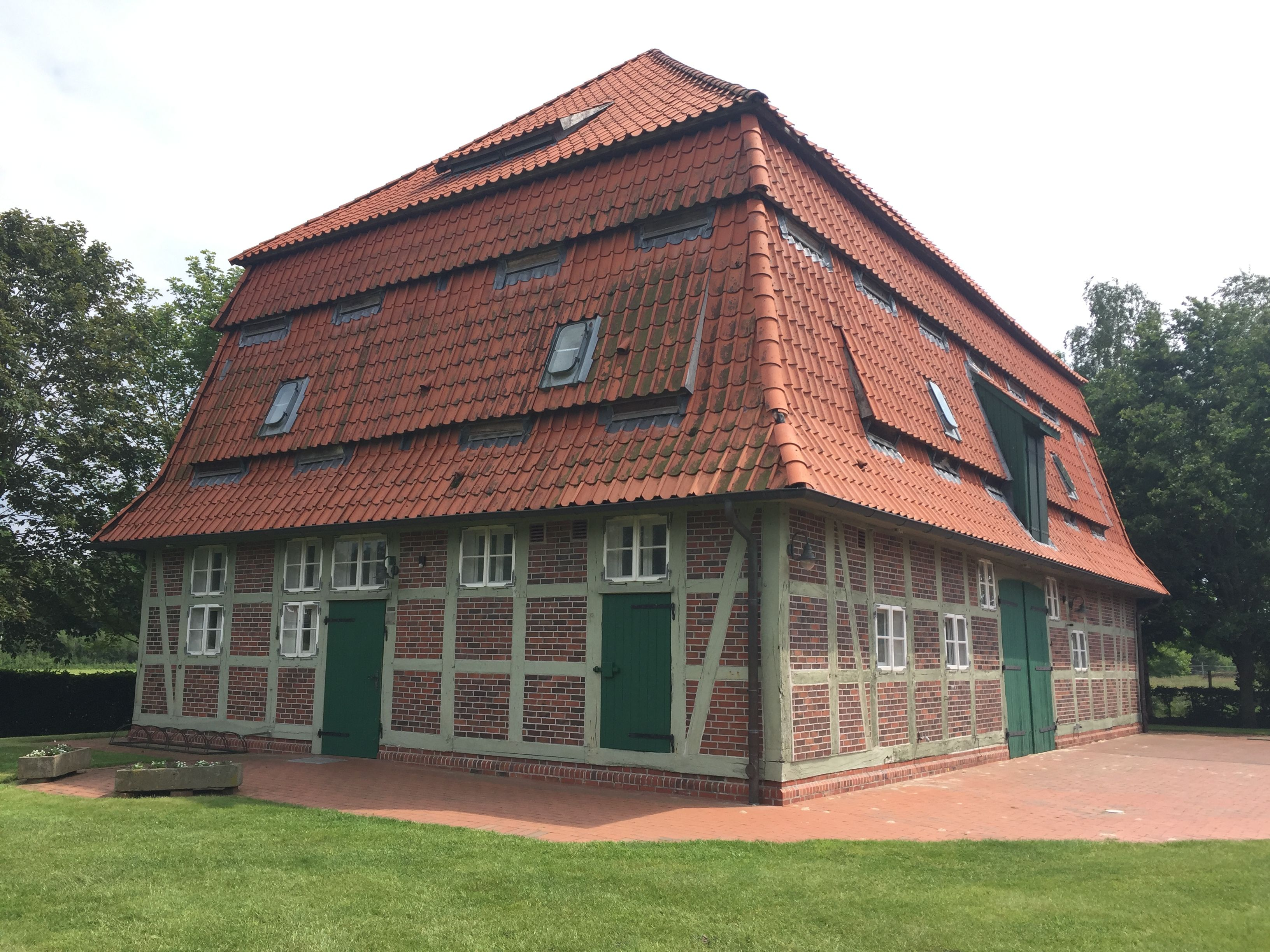
Kornspeicher, Nord- und Westfassade (2022)

Der ehemalige Kornspeicher Mühlheimer Straße 11 in der niedersächsischen Stadt Bremervörde, Ortsteil Nieder Ochtenhausen, wurde zum Ende des 18. Jahrhunderts gebaut und im 21. Jh. umgesetzt. Aktuell (2025) wird er als Gemeinschaftshaus für öffentliche und private Veranstaltungen sowie als Regionalmuseum genutzt.
Das Gebäude steht unter Denkmalschutz (siehe auch Liste der Baudenkmale in Bremervörde).

## Geschichte und Beschreibung
Bremervörde war um 1000 Sitz der Wasserburg Vörde an der Oste und gehört zum Landkreis Rotenburg (Wümme). 
Nieder Ochtenhausen wurde 1218 erstmals erwähnt. 1783 kaufte Kommerzienrat Christian Ludwig Albrecht Patje aus Hannover das barocke Gut mit Hof und Allee, um hier eine Mühle und einen Gewerbebetrieb zu bauen. Hier sollten Speise- und Lampenöl, Graupen, Leder, Woll- und Leinentücher sowie Fässer hergestellt werden. Für die Rohstoffe baute er einen Speicher am Eingang seines Gutes. Patjes Pläne mit der Fabrik scheiterten, als 1797 seine Mühle zum Teil abbrannte. Der Speicher verlor seine Aufgabe als Lagerhaus und er wurde nun als Stall und Kornspeicher genutzt.
Das eingeschossige traufständige Gebäude in Fachwerk mit Steinausfachungen und hohem Mansardwalmdach in roter Hohlpfannendeckung und mit drei Böden wurde um 1790 gebaut. Die drei umlaufenden Gaubenbänder als Schleppgauben mit Lüftungsschlitzen prägen den Kornspeicher, der rund 18 m lang, 12 m breit ist. Die auf vier mächtigen Holzständern ruhende Konstruktion aus ineinander verzapften Balken ist ein hervorragendes Beispiel der Ingenieurskunst des 18. Jahrhunderts. Ähnliche Bauten sind in Deutschland sehr selten.
Nach 1945 diente der Speicher als Flüchtlingsunterkunft und schließlich wieder eine Zeit lang als Kornlager. Danach verfiel seit den 1970er Jahren das leerstehende Gebäude.
Der Speicher wurde um 2000 unter Regie des Kultur- und Heimatvereins vom Standort Gut Köppen in 10-jähriger Bauzeit an die Mühlheimer Straße 11 versetzt.
Das Haus ist für die Dorfbevölkerung ein Gemeinschaftshaus geworden. Hier finden kulturelle sowie auch private Veranstaltungen statt. In einer benachbarten Remise können landwirtschaftliche Geräte besichtigt werden.
Das Landesdenkmalamt befand u. a.: „… gebäudetypischer, bau- und technikgeschichtlicher Zeugniswert ….“